# Enrique B. Magalona
Enrique B. Magalona (fino al 1967 Saravia) è una municipalità di terza classe delle Filippine, situata nella Provincia di Negros Occidental, nella regione di Visayas Occidentale.
Enrique B. Magalona è formata da 23 baranggay:
- Alacaygan
- Alicante
- Batea
- Consing
- Cudangdang
- Damgo
- Gahit
- Canlusong
- Latasan
- Madalag
- Manta-angan
- Nanca

- Pasil
- Poblacion I (Barangay 1)
- Poblacion II (Barangay 2)
- Poblacion III (Barangay 3)
- San Isidro
- San Jose
- Santo Niño
- Tabigue
- Tanza
- Tuburan
- Tomongtong